# Universitatea Paris-Descartes
Universitatea Paris-Descartes (în franceză Université Paris-Descartes) a fost o universitate franceză creată la 1 ianuarie 1971. A dispărut la 1 ianuarie 2020 în favoarea Universitatea Paris Cité în urma publicării în Jurnalul Oficial a decretului de creare a noii universități la 20 martie 2019.

## Absolvenți celebri
- François Fillon, un politician francez, prim-ministru al Franței din 17 mai 2007. Face parte din UMP. Între 1993-1995 și 2004-2005 a fost ministru al educației